# Pseudopanotrogus clypealis
Pseudopanotrogus clypealis är en skalbaggsart som beskrevs av Moser 1915. Pseudopanotrogus clypealis ingår i släktet Pseudopanotrogus och familjen Melolonthidae. Inga underarter finns listade i Catalogue of Life.